# 双凤桥街道
双凤桥街道，是中华人民共和国重庆市渝北区下辖的一个乡镇级行政单位。

## 行政区划
双凤桥街道下辖以下地区：
安康路社区、宏锦路社区、溜马山社区、长翔路社区、凤鸣路社区、长空路社区、瓦房村、黎家村、中建村和兴旺村。

## 交通
- 双凤桥站